# 薩卡拉皮·頌薩里
薩卡拉皮·頌薩里（泰語：ศักดิ์ระพี ทองสาริ；1962年6月23日—），是一位泰國已退役男子羽球運動員。
他曾與帕拉摩·提拉維瓦塔納一起參加1996年亞特蘭大奧運會羽球比賽男子雙打項目。他們兩人的男子雙打組合曾經達到世界第二的職業生涯最高水平。頌薩里還曾是泰國國家隊教練。

## 外部連結
- 薩卡拉皮·頌薩里在世界羽球聯盟的登錄資料